# Asadīyeh
Asadīyeh (persiska: اسدیه) är en kommunhuvudort i Iran.   Den ligger i provinsen Khorasan, i den östra delen av landet, 800 km öster om huvudstaden Teheran. Asadīyeh ligger 2 170 meter över havet och antalet invånare är 4 312.
Terrängen runt Asadīyeh är kuperad. Runt Asadīyeh är det glesbefolkat, med 12 invånare per kvadratkilometer. Asadīyeh är det största samhället i trakten. Trakten runt Asadīyeh är ofruktbar med lite eller ingen växtlighet.